# Luciano Nicoletti
Luciano Nicoletti (Prizzi, 1851 – Corleone, 14 ottobre 1905) è stato un contadino italiano, legato al Partito Socialista Italiano, di cui era militante.
È stato tra i protagonisti dei Fasci siciliani e delle rivolte dei contadini in Sicilia.
Da giovane si trasferì a Corleone, dove si sposò ed ebbe cinque figli. Nel 1893 fu tra i più attivi contadini socialisti che chiedevano l'applicazione dei Patti di Corleone, aderendo ai Fasci siciliani e lottando attraverso gli scioperi. Non potendo lavorare, i contadini rischiavano di morire, così fu tra i promotori di una "cassa di resistenza" per mantenere le famiglie degli scioperanti, che per breve tempo riuscì ad aiutarli.
Dopo aver ottenuto alcune importanti vittorie, tentò di ottenere le cosiddette "affittanze collettive", per poter assicurare un fazzoletto di terra ad ogni lavoratore. Le sue lotte non furono accettate dalla mafia, che il 14 ottobre 1905 lo fece uccidere con due colpi di lupara in contrada San Marco.